# Сеньковский, Николай Алексеевич
Николай Алексеевич Сеньковский (1826—1872) — подполковник по саперным батальонам, Георгиевский кавалер, участник Кавказской войны 1846–1853 годов, военный педагог. Видный журналист, книгоиздатель и книготорговец, библиограф, благотворитель и общественный деятель.

## Биография
В русской истории известен как редактор-издатель журнала «Книжный вестник» и общественный деятель в области народного просвещения, занимавшийся организацией воскресных школ и осуществлению проектов по распространению народной грамотности.

### Военная служба (1845 – 1867)
Согласно сведениям Инспекторского департамента Военного министерства (отзыв от 18 января 1846 г. за № 804), происходил из обер-офицерских детей. Получил воспитание в частном учебном заведении, где обучался «закону Божию, Грамматике, Логике, Математике, Физике, Законоведению, Истории, Статистике, Географии, Полевой и Долговременной фортификации, минному искусству, Артиллерии, черчению планов, рисованию, языкам: французскому, немецкому, грузинскому и татарскому». В возрасте 19 лет 8 января 1845 года поступил на военную службу рядовым в Кавказский саперный батальон.  14 апреля того же года был произведен унтер-офицером 4-го класса того же батальона и назначен преподавателем старшего класса учебной унтер-офицерской школы, в которой нижних чинов батальона обучали не только военному искусству, но и элементарной грамотности. Принимал активное участие в боях на Кавказе, в частности в Дагестане. В 1846 году он участвовал в экспедиции против горцев, где отличился в сражении при селении Салты и был награжден знаком отличия военного ордена Святого Георгия под № 82923. Сведения о том, что Н. А. Сеньковский был Георгиевским кавалером, в биобиблиографических источниках и современных базах данных о Георгиевских кавалерах отсутствуют. Продолжая участвовать в боях за Кавказ, 6 августа 1847 года «за оказанную примерную храбрость, при производстве траншейных работ против селения Салты» Сеньковский был произведен в прапорщики, с переводом в пехотный генерал-фельдмаршала князя Варшавского графа Паскевича Эриванского полк и награжден орденом Святой Анны 4-й ст. с надписью - «За храбрость». Однако, в назначенный полк он так и не прибыл, поскольку 25 августа 1847 года был ранен пулей в грудь и плечо, и был направлен на лечение в Тифлисский военный госпиталь, где находился по 27 октября 1848 года. Сразу после выписки из госпиталя, в ноябре 1848 года он командирован в С.-Петербург для сдачи экзамена «в науках при Инженерном отделении Ученого Комитета, к переводу в саперы». Сдав экзамен, 4 марта 1849 года из пехотного князя Варшавского полка был переведен обратно в Кавказский сапёрный № 1 батальон, как тот стал называться к тому времени. Здесь он продолжил военную службу, участвуя в боях с горцами. В 1850 году Н.А. Сеньковский находился в экспедиции Военно-Ахтинского отряда, за участие в боях которого был пожалован кавалером ордена Святой Анны 3-й ст. и ордена Святого Станислава 3-й ст. С 10 марта 1852 года произведен, за отличие по службе, в подпоручики батальона. С 14 июня 1853 года определен на вакансию в поручики.Однако, последствия ранения давали о себе знать и 15 октября 1856 года Н. А. Сеньковский уволился в отпуск сроком на 6 месяцев в Санкт-Петербург для лечения, с сохранением получаемого жалованья. По окончании отпуска, не прибывая к Кавказскому саперному батальону, с 15 апреля 1857 года, по предписанию за № 2538 начальника Штаба Е. И. В., генерал-инспектора по Инженерной части генерал-майора фон Кауфмана, Сеньковский был переведен в Санкт-Петербург офицером-наставником, прикомандированным к учебной Гальванической роте. Однако ещё 20 января 1856 года, на основании приказа военного министра за № 20, Н.А. Сеньковского прикомандировали офицером-наставником Александровского (Александринского) сиротского кадетского корпуса. Поэтому, по высочайшему повелению, приказом за № 3095 от 13 июля 1857 года начальника Главного штаба войск, на Кавказе находящихся, он был откомандирован от Гальванической роты к Александринскому сиротскому кадетскому корпусу. Но уже 7 августа того же – 1857 года, не прибывая к Александринскому кадетскому корпусу, Сеньковский был прикомандирован к Пажескому корпусу, к которому он прибыл 2 сентября 1857 года. С этого времени Сеньковский находился на службе в числе офицеров, прикомандированных к Пажескому корпусу, до своего выхода в запас, продолжая состоять по штатам 1-го Кавказского саперного батальона, и занимаясь преподаванием инженерных наук в разных военно-учебных заведениях Санкт-Петербурга. С 1 июля 1858 года он был произведен в чин штабс-капитана по Кавказскому саперному батальону, затем в чин капитана. С 1 июля 1867 года Н. А. Сеньковский вышел в отставку, с присвоением ему чина подполковника и причислением к запасным войскам по саперным батальонам.

### Общественно-просветительская деятельность (1857 – 1867)
Многогранная общественная и просветительская деятельность Н. А. Сеньковского неотделимы друг от друга и от его коммерческих предприятий. После перевода с Кавказа в столицу, одновременно со службой по штатам военного ведомства, Н. А. Сеньковский начал заниматься народным образованием и книготорговлей. Этому способствовала возможность использовать предоставляемые ему за счет казны многомесячные отпуска, необходимые для лечения. Так, с 11 декабря 1858 года Сеньковский получил ещё один отпуск для «лечения болезни, от раны происходящей, в разные губернии России» сроком на 8 месяцев. На этот период приходится активное сотрудничество офицера-сапера с разными лицами по коммерческим вопросам. В 1857 году Н. А. Сеньковский задумал учредить «Общество распространения чтения». Он составил его проект, который показал известному писателю и лингвисту, востоковеду – арабисту, члену-корреспонденту Императорской Академии наук и своему однофамильцу – Осипу Ивановичу Сеньковскому. Официальной целью общества предполагалось «…издание общеполезных книг на свои средства и полезное употребление даровитого трудолюбия по всем отраслям литературы, способствующих к народному просвещению и общественной образованности, умственной и нравственной». Настоящей же целью декларировалась задача «сделаться всеобщим и всечестным книгопродавцем на торговой Руси, создать кредит в литературе». Получив ценные советы О. И. Сеньковского к своему проекту, Н. А. Сеньковский в течение многих лет пытался осуществить свою мечту. В декабре 1857 года Н. А. Сеньковский подал прошение и получил разрешение на издание «Библиотеки естественных наук», составившей основу общедоступной «Летучей библиотеки Сеньковского», в июле того же  - 1857 года, открытой в С.-Петербурге, на ул. Гороховой, в доме Таля, у Красного моста, а в октябре того же года переехавшей по ул. Малой Садовой, в дом № 6 (Сутугиной). Это была первая коммерческая компания Сеньковского, предоставлявшая за плату подписку на чтение журналов, романов и повестей на русском и иностранных языках, с доставкой на дом (доставка оплачивалась отдельно). Филиал Летучей библиотеки Сеньковского был открыт и в Москве, его содержателем стал коллежский секретарь К. Флемминг. Для увеличения рынка сбыта и продвижения книготорговли в провинцию Сеньковский задумался об учреждении акционерного «Общества по распространению чтения в России». В задачу этого акционерного общества входило «…устройство библиотек, издание книг, приём их на комиссию; заведение типографий для удешевления книг и т. д.» Его учредители «обращались ко всем с просьбой сообщить своё мнение заблаговременно, в каких городах и на сколько человек могут быть устроены библиотеки», а к издателям и писателям с предложением «переуступать обществу права на издание всех замечательных и имеющихся в малом числе книг <…> в особенности <…> на издание тех книг, которые могут быть интересны для простого народа» Уставной капитал общества объявлялся в сумме 500 тысяч рублей, для чего на полгода открывалась подписка на акции. Проект этого общества также остался нереализованным, но Сеньковский не опускал рук. В 1859 году Н. А. Сеньковский открыл свой первый книжный магазин в Санкт-Петербурге, на углу Большой Морской улицы и Кирпичного переулка, в доме № 20 (Воронина), под фирмой «Сеньковский и К°». При магазине он открыл контору своей библиотеки, опубликовав первый «Каталог книг библиотеки “Сеньковский и К°” (бывшей Летучей)». Здесь же с 1 августа была открыта литография, в которой принимались заказы на все литографические работы, на печать «конгревским способом» карт, атласов, картин, «роскошных обложек на детские книги, сигнатурок для аптек и разных красивых ярлыков и билетиков, употребляемых в кондитерских, косметических и других магазинах». В том же – 1859 году, Н. А. Сеньковский, вместе с несколькими компаньонами, среди которых был И. А. Арсеньев, будущий редактор-издатель журнала «Заноза», газеты «Петербургский листок» и «Петербургской газеты», выступил в качестве учредителя «Московского общества общественных экипажей». И если последнее товарищество так и не начало работать и было ликвидировано в 1860 году, то книготорговая и общественная деятельность Сеньковского продолжала развиваться. Как вспоминал другой книготорговец – детский писатель и библиограф Н. Г. Овсянников, «Сеньковский, знакомый с книжным делом хотя и по теории, повел его весьма практически».

#### Библиотека «Сеньковский и К°»
Правилами для чтения журналов, газет и книг из библиотеки «Сеньковский и К°» было установлено, что за чтение журналов, выходивших 1 раз в месяц, подписчики должны были платить 10 рублей в год, за чтение журналов, выходивших 2 раза в месяц – 7 рублей 50 копеек; за чтение книг и старых журналов взималась плата 5 рублей в год. Каждый подписавшийся на журналы получал «в течение месяца четыре журнала по своему выбору обязательно, а другие по мере возможности». Можно было «подписываться на чтение каждого журнала отдельно с платой за чтение большого журнала в первый месяц по выходе 4 рубля, во второй месяц 3 рубля. За чтение журнала ценою в 4 или 6 рублей платится в год 2 рубля. За доставку в год 1 рубль». Подписчикам библиотеки предоставлялась услуга доставки на дом заказанных книг и журналов два раза в неделю, за что взималось 15 копеек в месяц. За выдаваемые книги и журналы взимался залог в 2 рубля. Единовременно выдавалось по 2 книги; «желающие получать двойное число прибавляют 25 копеек в месяц и вносят двойной залог». Книги выдавались сроком на 10 дней, исключение делалось для «ученых и серьезных сочинений, с согласия управляющего Библиотекой». Библиотека Сеньковского в это время включала в себя книги и журналы по четырем отделам: русской словесности; иностранной словесности; книги духовного содержания; книги и статьи «серьезного содержания». Фирма Н. А. Сеньковского брала на себя также обязанности комиссионера провинциальных книжных магазинов и книготорговцев, ставя важнейшей целью своей книготорговой деятельности продажу книг в провинции по тем же ценам, что и в столице. Эта книготорговая деятельность Сеньковского в конечном счете принесла пользу и другим - журналисты, работавшие у Сеньковского, впоследствии стали сотрудничать в других столичных изданиях, которые в большом числе стали открываться в С.-Петербурге с началом реформ 1860-х годов.

#### «Библиотека для народного чтения»
В 1860 году Н. А. Сеньковский начинает издавать «Библиотеку для народного чтения», выходит несколько томов «Библиотеки детских книг». Его деятельность была связана с началом работы женских воскресных школ для народного образования, для чего в его библиотеке была открыта «подписка для желающих помочь делу устройства воскресных школ трудами и денежными взносами». Одна из таких женских воскресных школ была им организована в помещении солдатских классов Гальванической роты, командиром которой Н. А. Сеньковский был ранее. Школа находилась на углу Садовой и Инженерной улиц Санкт-Петербурга. Попечителями воскресной школы выступили: сам Н. А. Сеньковский; литератор и критик Павел Васильевич Анненков, член учрежденного в 1859 году «Общества для пособия нуждающимся литераторам и ученым»; занимавшийся финансовыми махинациями писатель, публицист и историк Петр Карлович Щебальский; общественный деятель в сфере народного просвещения, профессор истории Киевского, Московского и Санкт-Петербургского университетов, Платон Васильевич Павлов. Деятельность воскресной школы Сеньковского при Гальванической роте широко освещалась в столичных периодических изданиях того времени.

#### Комитет грамотности
В 1861 году Н. А. Сеньковский вместе с П.К. Щебальским были избраны членами Санкт-Петербургского комитета грамотности при Императорском Вольном экономической обществе. Сеньковского включили в комиссию Комитета грамотности по рассмотрению предложения П. К. Щебальского «относительно облегчения способов приобретения книг в провинции, предназначенных для первоначального чтения, учебников и вообще доступных пониманию народа». В 1862 году Сеньковский выступил в качестве учредителя «Общества книжно-торгового комиссионерства», целью которого было «расширение книжной торговли в видах облегчения приобретения книг жителями провинции». Соучредителями Н. А. Сеньковского выступили такие известные книготорговцы и члены С.-Петербургского комитета грамотности, как Н. А. Серно-Соловьевич, В. Е. Генкель, Н. И. Водов, Ю. М. Богушевич, В. И. Дерикер и др. Хотя проект такого общества снова не был реализован, Сеньковский в начале 1863 года стал официальным комиссионером Комитета грамотности. Он принял участие в составлении второго издания списка книг для народа, одобренных Комитетом грамотности, и снабдил книгами небольшие склады комитета в провинции. Однако, эта деятельность вскоре была также свернута ввиду «ничтожного размаха работы». Одной книготорговлей Сеньковский не ограничивался. В конторе его книготорговой компании, переехавшей с Большой Морской и открывшей книжный магазин на Невском проспекте, в доме № 60 (Глазунова), против Аничкова дворца, распространялись билеты на публичные благотворительные мероприятия (лекции, концерты), сбор от которых шел на нужды Комитета грамотности. Принимались денежные пожертвования в пользу деятельности комитета. Сам Н. А. Сеньковский также жертвовал денежные средства в пользу комитета. В том же 1861 году, в Москве учреждается просветительское «Общество распространения полезных книг», содержательницей которого становится известная благотворительница Александра Николаевна Стрекалова, урожденная княжна Касаткина-Ростовская (1821-1904). Сеньковский становится официальным комиссионером этого общества. Получает он и заказы от государственных ведомств. Благодаря военным заслугам, компания Сеньковского становится официальным комиссионером Библиотеки Главного штаба Кавказской армии в Тифлисе.

#### «Книжный вестник»
Главным достижением Н. А. Сеньковского в деле распространения народной грамотности, наряду с открытием книжного магазина, библиотеки и воскресной школы при Гальванической роте, а также издательской деятельностью, стало издание под его редакцией в 1861–1864 годах первого библиографического журнала о книжно-литературной деятельности в России – «Книжного вестника». Н. А. Сеньковский купил права на издание «Книжного вестника» в мае 1861 года у его основателя – Ю. М. Богушевича. В объявлении о переходе издания и редакции журнала к Сеньковскому было сказано, что новый редактор с собой «приносит более широкие средства». Это способствовало расширению состава корреспондентов журнала, которым за их статьи, рецензии и заметки стал выплачиваться авторский гонорар. Среди сотрудников журнала появились товарищи Сеньковского по работе в воскресных школах: П. В. Анненков, П. К. Щебальский, П. В. Павлов, – а также такие известные деятели науки, литературы и образования, как В. И. Межов, И. Н. Шилль, Л. П. Блюммер, Ф. Г. Толь, В. П. Безобразов и многие другие. Приобретя «Книжный вестник», Сеньковский снова попытался реализовать свою мечту - создать «Общество распространения чтения». Он опубликовал статью, в которой писал: «Мысль покойного О.И. Сеньковского об устройстве Общества не лишена, особенно в настоящее время, интереса. Мы обращаем на неё внимание всех, кому дорого народное образование. Одни отдельные попытки некоторых лиц, при всем их честном стремлении, не могут принести должного успеха. Нужно за дело взяться сообща и, в особенности, стараться привлечь в это общество провинциалов: развитие книжной торговли без помощи образованных и богатых людей, живущих в губерниях, – немыслимо. Одно их энергичное содействие даст возможность распространить в России любовь к чтению и образованию». Однако, несмотря на развитие книжной торговли, Н. А. Сеньковскому так и не удалось осуществить свою мечту – открыть подобное просветительское общество, несмотря на расширение географии деятельности своей компании. Вместе с тем, кроме книготорговли в городах, Н. А. Сеньковский в 1861 году «учредил продажу книг, журналов и газет на пароходах обществ: “Пароходство по р. Волхову” и “Самолет”, – пароходы которого, как известно, ходят по Волге от Твери до Астрахани. Это учреждение, доставляя приятное развлечение пассажирам, будет не бесполезно и для жителей городов, прилегающих к Волге и Волхову, так как в большей части их книжная деятельность находится в весьма печальном состоянии». Таким образом, можно сказать, что, не получив официального разрешения на осуществление своей идеи и не найдя капитала для финансирования этого заведомо убыточного проекта, Сеньковский все же смог постепенно, через расширение коммерческой книготорговой деятельности, частично осуществить свою мечту.

### Поддержка революционного движения в России (1861 – 1866)
Политические взгляды Н. А. Сеньковского на почве обострения польского вопроса в России привели его в лагерь сочувствующих русским революционерам. Через фирму Сеньковского, владевшего в столице литографией, книжным магазином, библиотекой и издававшего «Книжный вестник», печатались и распространялись материалы деятелей русского революционного движения: Л. П. Блюммера, П.А. Кропоткина, П. В. Павлова, А. И. Нечипоренко, И. А. Пиотровского и других — в т. ч. по польскому вопросу. Был он близок к другими книготорговцам и издателям, горячо поддержавшим польское революционное движение и сотрудничавшим с русским тайным обществом «Земля и воля»: Н. А. Серно-Соловьевичем, Н. П. Баллиным, А. А. Черкесовым. В 1862 году вследствие увлечения «рецензиями» революционной журналистики «Книжный вестник» попал под пристальное внимание правительства. Один из главных сотрудников журнала – А. П. Пятковский, опубликовал заметку, в которой говорилось, что «Колокол» Герцена «занимает видное место в европейской прессе и с жадностью читается в России», так как он посвящен исключительно «обличению преступных действий частных лиц и сановников». Эта заметка обратила на себя внимание и вызвала недовольство многих высокопоставленных лиц: министра народного просвещения А. В. Головнина, министра внутренних дел П. А. Валуева, председателя С.-Петербургского цензурного комитета В. А. Цеэ, начальника тайной полиции князя В. А. Долгорукова, члена Главного управления по делам печати А. В. Никитенко. Другой важной составляющей содержания «Книжного вестника» при Н. А. Сеньковском стали рецензии на переведенные на русский язык книги по естествознанию зарубежных ученых: Дарвина, Бюхнера, Фогта, Молешотта, Гексли, Лайеля и многих других. Особенно много таких рецензий было напечатано в 1863–1864 годах. Издание этих сочинений в русском переводе постоянно вызывало цензурные затруднения и запрещения, а «Книжный вестник» стремился своими рецензиями информировать подписчиков «о передовой естественно-научной мысли своего времени». Переводом на русский язык сочинений многих из этих авторов, рецензированных «Книжным вестником», занимался ныне совершенно забытый критик и переводчик А. М. Пальховский. С 1865 года при книжном магазине Сеньковского будет располагаться Главная контора самого известного в 1860-х годах сатирического журнала либерально-революционного толка – «Искра», на страницах которого сторонники правительственной политики будут подвергаться ожесточенной сатире.

### Последние годы
1862-1865 годы стали расцветом книготорговли Сеньковского. В конторе книжного магазина принималась подписка на многие  периодические издания: "Биржевые ведомости", "Век", "Русский листок", "Весть",  "Русские ведомости", "Русский Инвалид", "Русь" - и другие. Разгром польского революционного движения и военного мятежа 1863 – 1864 годов, финансовые проблемы и запретительные меры правительства вынудили Н. А. Сеньковского продать журнал «Книжный вестник» новому издателю, а в 1866 году и всю свою книготорговлю новым владельцам. За распространение запрещенных изданий и неблагонадежность 11 августа 1866 года книготорговлю Сеньковского в С.-Петербурге, по докладу III отделения Собственной Его Императорского Величества канцелярии, закрыли, что было связано с последствиями покушения на Александра II. Со второй половины 1866 года книжная торговля Сеньковского в С.-Петербурге будет принадлежать фирме «К. Ф. Беккер и К°». Другой магазин книг, находившийся в Вильне, на ул. Большой (современная ул. Пилес, д. 38), Сеньковский ещё в 1865 году продаст иностранцу Г. И. Феннеру, а тот, через пару лет, продаст магазин в Вильно купцу 2-й гильдии книгопродавцу А. Г. Сыркину, который получит от правительства большие льготы для поддержания в этом крае русской книготорговли: казённую субсидию в 3 000 руб.; право именоваться комиссионером Виленского учебного округа (снабжать учебниками и пособиями все учебные заведения в Вильно и во всех шести западных губерниях, входивших в округ) и арендовать помещение в здании Окружного учебного управления всего за 130 руб. в год; право пересылки книг и журналов казёнными посылками. Эти льготы позволили А. Г. Сыркину и его наследникам успешно конкурировать с польско-еврейскими книгоиздателями, развивать книготорговый и издательский бизнес вплоть до начала Первой мировой войны. После продажи «Книжного вестника» и всей книготорговли Н. А. Сеньковский, по прошению, выйдет в отставку с военной службы «по болезни» и уедет за границу, где его след затеряется.